# Stacja Corner Gas
Stacja Corner Gas (ang. Corner Gas, 2004–2009) – kanadyjski serial telewizyjny nadawany przez stacje CTV Television Network i The Comedy Network od 22 stycznia 2004 roku do 13 kwietnia 2009 roku. W Polsce emitowany na kanale Comedy Central Polska.

## Opis fabuły
Serial opowiada o życiu mieszkańców małego miasteczka Saskatchewen. Głównymi bohaterami są Brent LeRoy (Brent Butt), właściciel przydrożnej stacji benzynowej "Corner Gas" w fikcyjnym mieście Dog River, jego asystentka Wanda Dollard (Nancy Robertson) oraz właścicielka kawiarni Lacey Burrows (Gabrielle Miller).

## Obsada
- Brent Butt jako Brent LeRoy
- Nancy Robertson jako Wanda Dollard
- Gabrielle Miller jako Lacey Burrows
- Fred Ewanuick jako Richard Henry Yarbo
- Eric Peterson jako Oscar LeRoy
- Janet Wright jako Emma LeRoy
- Lorne Cardinal jako Sierżant Davis Quinton
- Tara Spencer-Naim jako Karen Pelly